# Mariac
Mariac ist eine französische Gemeinde des Départements Ardèche in der Region Auvergne-Rhône-Alpes. Administrativ ist sie dem Kanton Haut-Eyrieux und dem Arrondissement Tournon-sur-Rhône zugeteilt.

## Geografie

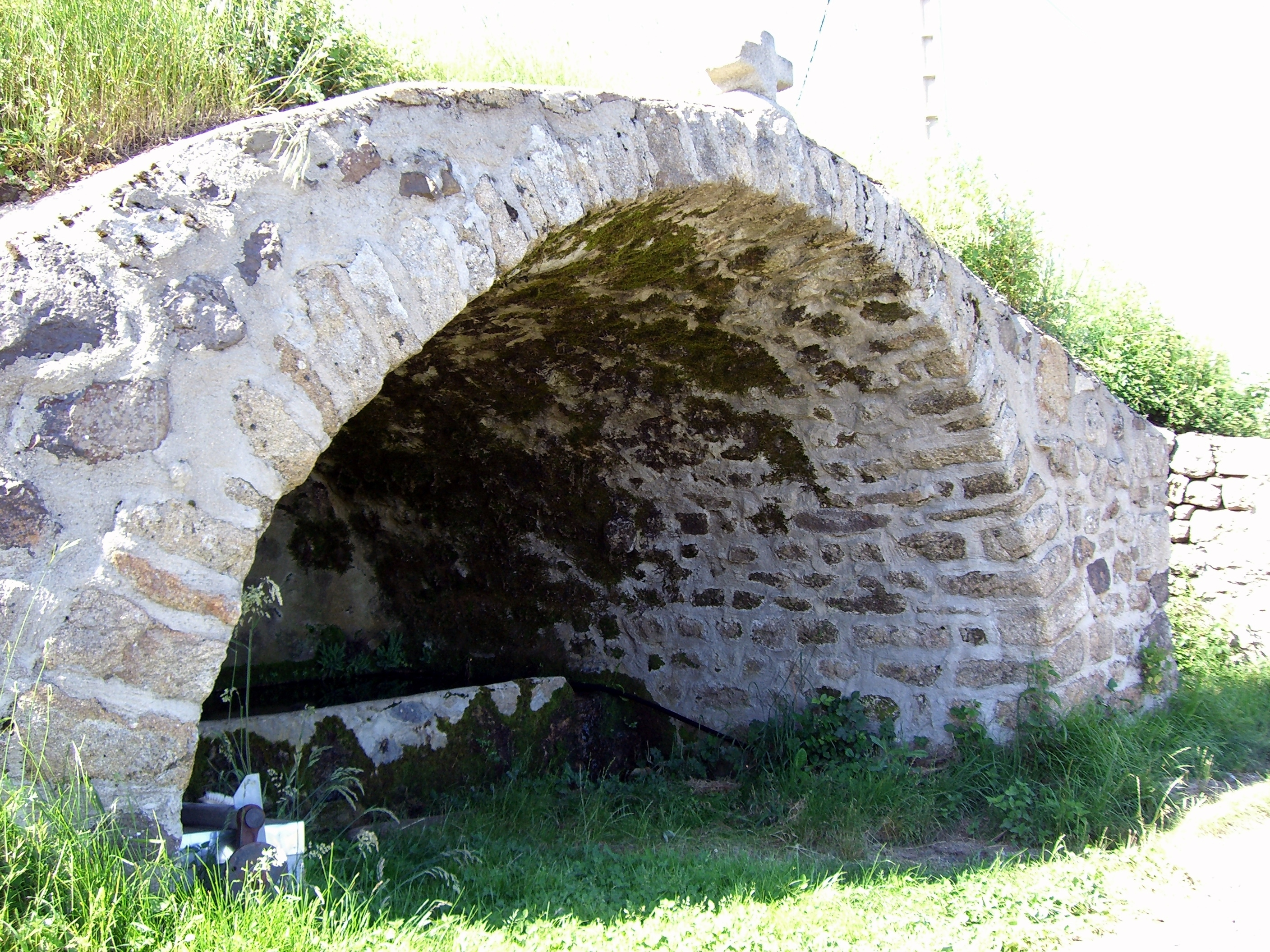
Brunnen im Weiler Cornuscle

Das Bergdorf mit 541 Einwohnern (Stand 1. Januar 2022) liegt in der Gebirgslandschaft Les Boutières, einer östlichen Flanke des Zentralmassivs. 43 % des Gemeindegebietes ist bewaldet. Der Ort wird von Westen nach Osten vom Wildbach Dorne durchflossen. Eine Steinbrücke verbindet den Dorfkern mit dem Weiler Pont-de-Fromentières auf der anderen Seite der Dorne. Mit Trapayac, Chadenac, Ribefaite, Seynac, Girond und Cornuscle gehören sechs weitere Weiler zum Gemeindegebiet. Der Dorfkern an der Dorne liegt auf gut 500 Meter über Meer; der höchstgelegene Punkt im Ortsteil Cornuscle auf über 1000 Metern.

## Geschichte
Ursprünglich unterstand Mariac einer einzigen Pfarrei. Doch 1853 wurde sie mit Mariac (613 Hektar) und Pont-de-Fromentières (876 Hektar) auf zwei Gebiete aufgeteilt. 1873 erwog man sogar die Aufteilung des Ortes in zwei selbständige Gemeinden, doch dieses Projekt scheiterte. Einer der Hauptursachen des damaligen Streits war die Tatsache, dass das Französische das Okzitanische mehr und mehr verdrängte.

### Bevölkerungsentwicklung
Der Ort zählte um 1800 rund 1000 Einwohner und Einwohnerinnen. Mit 1.313 erreichte er 1861 die größte Bevölkerungszahl.
| Jahr                       | 1936 | 1946 | 1954 | 1962 | 1968 | 1975 | 1982 | 1990 | 1999 | 2008 | 2016 |
| -------------------------- | ---- | ---- | ---- | ---- | ---- | ---- | ---- | ---- | ---- | ---- | ---- |
| Einwohner                  | 911  | 812  | 796  | 734  | 820  | 816  | 789  | 788  | 741  | 692  | 581  |
| Quellen: Cassini und INSEE |      |      |      |      |      |      |      |      |      |      |      |

## Wirtschaft
Mariac war traditionell ein Bauerndorf, wobei Viehzucht (Rinder und Schafe) dominierte. Dank der Dorne und der Wasserkraft entstanden vor Ort Gerbereien sowie Säge- und Fräswerke. Später wurden diese Betriebe durch Seidenspinnereien verdrängt. Heute wird – auf dieser Tradition aufbauend – Glaswolle hergestellt. Marius Chomarat gründete in Le Cheylard und Mariac das Unternehmen Groupe Chomarat, welches spezielle Textilien und Kunststoffe sowie Glasfasern herstellt. Es ist heute der wichtigste Arbeitgeber vor Ort. Darüber hinaus zählt Mariac noch etwa ein Dutzend Gärtnereien und Imkereien. Für den lokalen Markt wird auch Geflügel aufgezogen und Schafskäse sowie Wolle hergestellt.

## Sehenswürdigkeiten
- Die romanisch-gotische Kirche Église Saint-Étienne wurde im 12. Jahrhundert errichtet und ist dem heiligen Stephanus geweiht. Die Kirche wurde 1962 renoviert. Der Glockengiebel und der Kalvarienberg stehen unter Denkmalschutz.
- Die Kirche von Pont-de-Fromentières wurde 1853 erbaut und löste ein kleines Glockentürmchen (clocheton), das jeweils die Messe einläutete, aus dem Jahre 1770 ab. Der alte Bau, welcher am linken Ufer der Dorne liegt, ist erhalten geblieben.
- Das Gehöft Ferme de Garnier liegt am Eingang des Dorfes. Es kann über eine idyllische Steinbrücke aus der Mitte des 18. Jahrhunderts betreten werden. Eine Überlieferung besagt, dass einst ein Tunnel den Hof mit dem ehemaligen Jagdschloss auf der anderen Seite der Dorne verband.
- Der alte Brotbackofen von Girond ist anlässlich von Festaktivitäten immer noch in Gebrauch. Seine Restaurierung erfolge 1971 auf Geheiß von Pater Michael.
- Der Holzsteg Pont-de-Fromentières wurde 2005 errichtet. Er ist 25 Meter lang und verbindet den Sportplatz mit dem alten Rathaus.

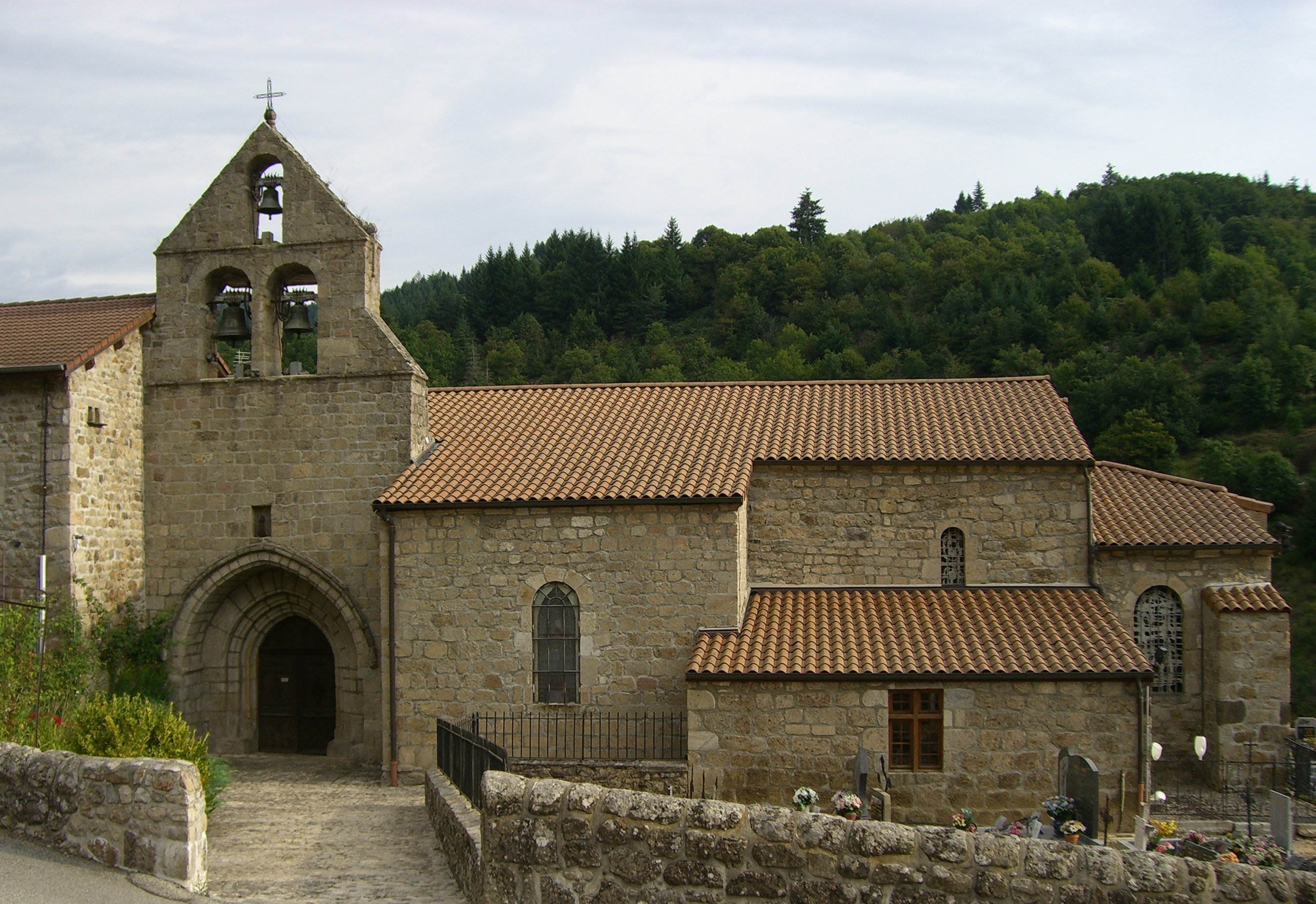
Kirche Saint-Étienne
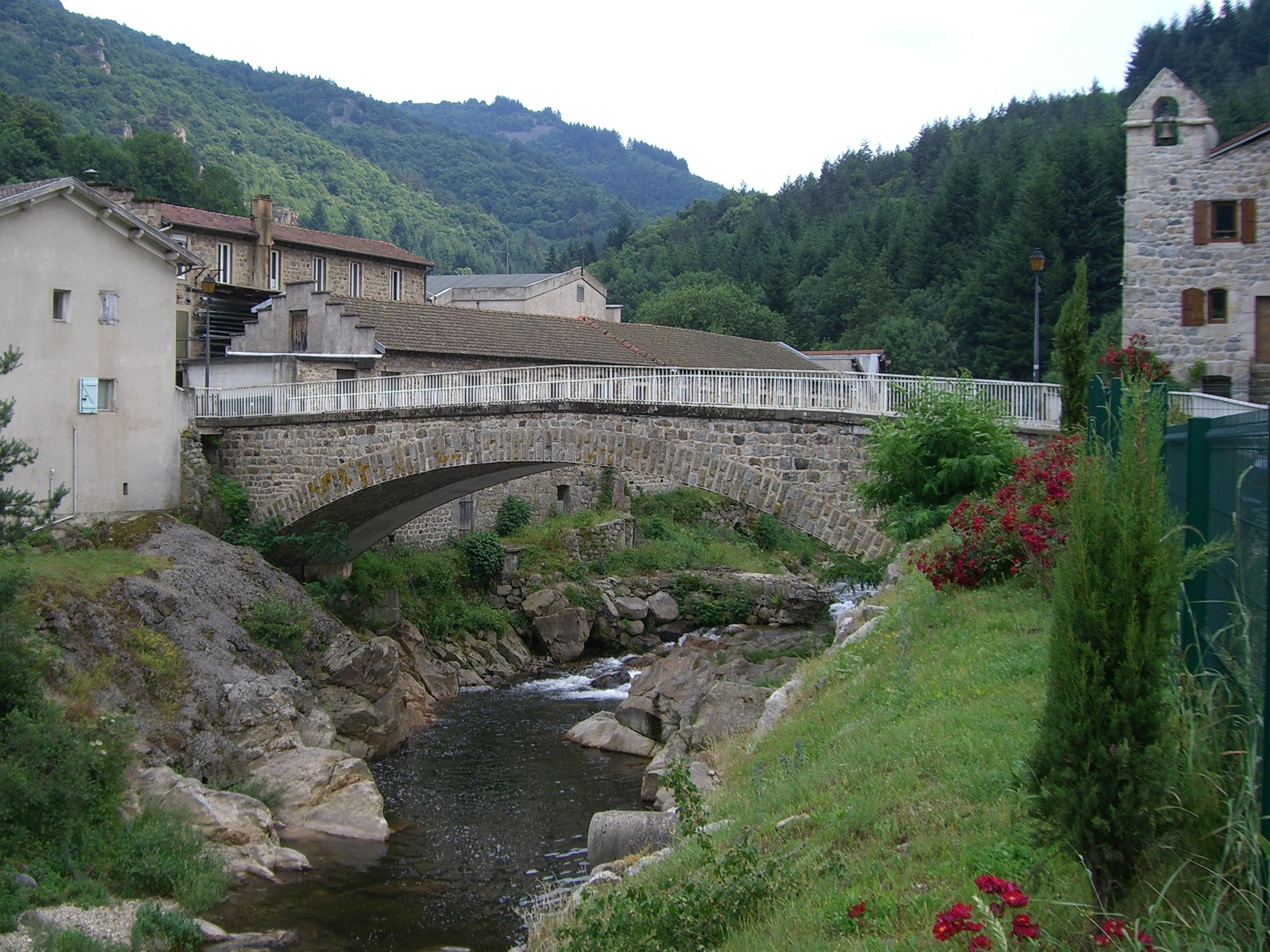
Die Brücke, welche Mariac mit Pont-de-Fromentières verbindet. Rechts das Haus mit dem clocheton.
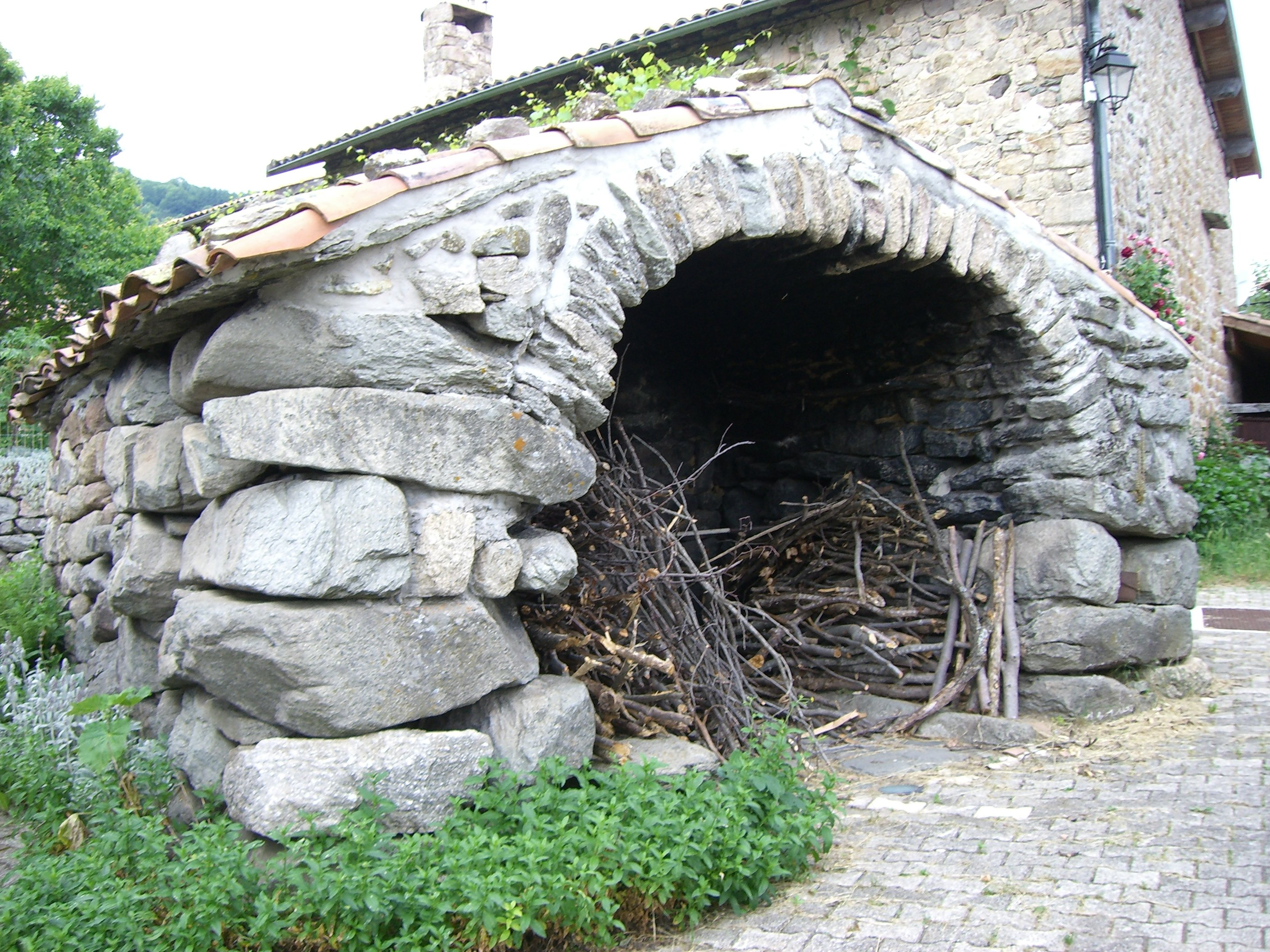
Backofen im Weiler Girond
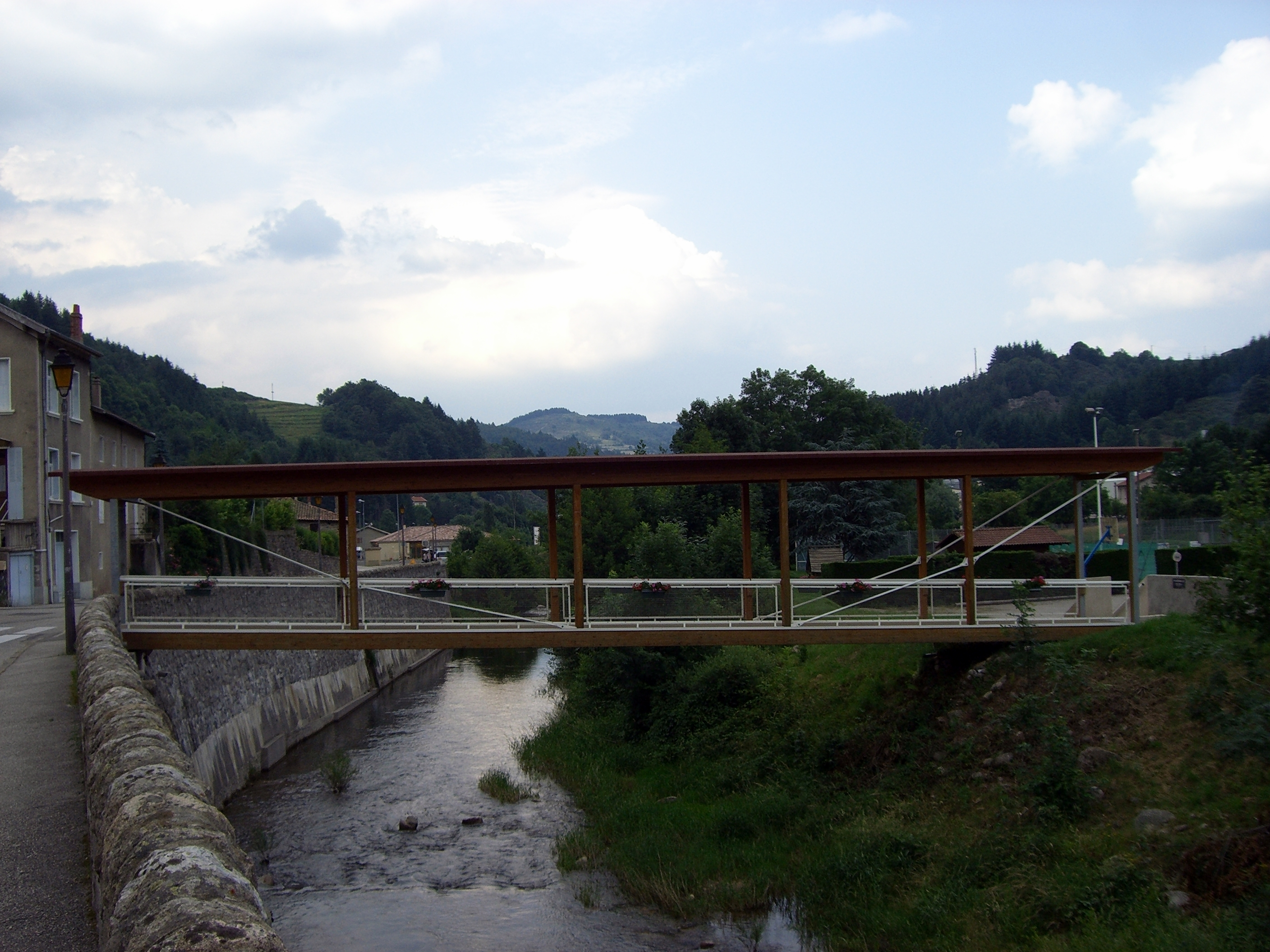
Holzsteg über die Dorne